# Rosa Meyer-Leviné
Rosa Meyer-Leviné geborene Broido (* 18. Mai 1890 in Gródek bei Białystok; † 11. November 1979 in London) war eine in Russland geborene deutsch-englische Schriftstellerin. Sie war mit den kommunistischen Politikern Eugen Leviné und Ernst Meyer verheiratet.

## Leben
Rosa Broido wurde als zwölftes Kind eines Rabbiners in Russland geboren. Vor dem Ausbruch des Ersten Weltkriegs siedelte sie sich im Deutschen Kaiserreich an. Im Frühjahr 1910 lernte Broido den russischen Revolutionär Eugen Leviné in Heidelberg kennen, sie heiratete ihn im Mai 1915. Leviné wurde im Juni 1919 in München als führendes Mitglied der Münchner Räterepublik hingerichtet. Diese Hinrichtung musste sie beobachten und fiel dabei in Ohnmacht. 1922 heiratete Leviné den Politiker der Kommunistischen Partei Deutschlands (KPD) Ernst Meyer. Nach dem Tod Ernst Meyers 1930 zog Meyer-Leviné in die Sowjetunion, verließ diese aber bereits am 26. Januar 1933 erneut, da sie sich im stalinistischen System nicht wohl fühlte. Kurz darauf, nach der Ernennung Adolf Hitlers zum Reichskanzler, musste Meyer-Leviné ins Exil nach London, dort lebte sie bis zu ihrem Tod. In den 1960er Jahren hielt sich Meyer-Leviné zeitweise auch in Heidelberg auf.

## Schriften
Originalwerke
- Aus der Münchener Rätezeit. Vereinigung Internationaler Verlags-Anstalten, Berlin 1925.
- Levine: the life of a revolutionary. Einleitung von Eric Hobsbawm, Saxon House, Farnborough 1973, ISBN 0-347-00004-5.
- Inside German Communism, Memoirs of Party Life in the Weimar Republic. Herausgeber und Einleitung David Zane Mairowitz, Pluto Press, London 1977, ISBN 0-904383-34-2.

Deutschsprachige Übersetzungen
- Leviné : Leben und Tod eines Revolutionärs, Erinnerungen. Hanser, München 1972, ISBN 3-446-11624-9. (Übersetzt von Klaus Budzinski.)
- Im inneren Kreis : Erinnerungen einer Kommunistin in Deutschland 1920–1930. Herausgegeben und eingeleitet von Hermann Weber, Kiepenheuer und Witsch, Köln 1979, ISBN 3-462-01322-X. (Überarbeitete Ausgabe, übersetzt von Barbara Bortfeldt.)